# Platt Point
Der Platt Point ist eine Landspitze an der Bowman-Küste des Grahamlands auf der Antarktischen Halbinsel. Als nördliche Verlängerung eines Felssporns im westlichen Abschnitt der Hollick-Kenyon-Halbinsel markiert er östlich die Einfahrt vom Mobiloil Inlet zum Bowman Inlet.
Der US-amerikanische Polarforscher Lincoln Ellsworth fotografierte die Landspitze während eines Überflugs am 23. November 1935. Zur Verortung besser geeignete Luftaufnahmen entstanden 1940 bei der United States Antarctic Service Expedition (1939–1941). Das Advisory Committee on Antarctic Names benannte sie 1977 nach Hospital Corpsman William D. Platt, der 1968 zur Überwinterungsmannschaft auf der Palmer-Station gehört hatte.